# Togoon
 (octobre 2023).
La mise en forme du texte ne suit pas les recommandations de Wikipédia : il faut le « wikifier ».
Les points d'amélioration suivants sont les cas les plus fréquents. Le détail des points à revoir est peut-être précisé sur la page de discussion.
- Les titres sont pré-formatés par le logiciel. Ils ne sont ni en capitales, ni en gras.
- Le texte ne doit pas être écrit en capitales (les noms de famille non plus), ni en gras, ni en italique, ni en « petit »…
- Le gras n'est utilisé que pour surligner le titre de l'article dans l'introduction, une seule fois.
- L'italique est rarement utilisé : mots en langue étrangère, titres d'œuvres, noms de bateaux, etc.
- Les citations ne sont pas en italique mais en corps de texte normal. Elles sont entourées par des guillemets français : « et ».
- Les listes à puces sont à éviter, des paragraphes rédigés étant largement préférés. Les tableaux sont à réserver à la présentation de données structurées (résultats, etc.).
- Les appels de note de bas de page (petits chiffres en exposant, introduits par l'outil «  Source ») sont à placer entre la fin de phrase et le point final[comme ça].
- Les liens internes (vers d'autres articles de Wikipédia) sont à choisir avec parcimonie. Créez des liens vers des articles approfondissant le sujet. Les termes génériques sans rapport avec le sujet sont à éviter, ainsi que les répétitions de liens vers un même terme.
- Les liens externes sont à placer uniquement dans une section « Liens externes », à la fin de l'article. Ces liens sont à choisir avec parcimonie suivant les règles définies. Si un lien sert de source à l'article, son insertion dans le texte est à faire par les notes de bas de page.
- La présentation des références doit suivre les conventions bibliographiques. Il est recommandé d'utiliser les modèles {{Ouvrage}}, {{Chapitre}}, {{Article}}, {{Lien web}} et/ou {{Bibliographie}}. Le mode d'édition visuel peut mettre en forme automatiquement les références.
- Insérer une infobox (cadre d'informations à droite) n'est pas obligatoire pour parachever la mise en page.

Pour une aide détaillée, merci de consulter Aide:Wikification.
Si vous pensez que ces points ont été résolus, vous pouvez retirer ce bandeau et améliorer la mise en forme d'un autre article.
Toghon ( mongol : Тогоон, Chinois: 脫歡, vietnamien : Thoát Hoan, mort en 1301), également Toghan, Togon ou Tūqān ( persan : توقان), était le neuvième fils de Kublai Khan, fondateur de la dynastie Yuan.

## Biographie
Il reçut le titre de prince de Zhennan (鎮南王, mongol : Жэнь Нань ван  </link> , vietnamien : Trấn Nam vương  </link> "Prince de la répression du Sud") et déménagea sa maison à Ezhou en 1284.
L'année suivante, il fut envoyé à la conquête du Champa. Il a exigé du Đại Việt (aujourd'hui le Vietnam moderne) une route vers le Champa, qui piégerait l'armée du Champan du nord et du sud, mais elle a été rejetée par l'empereur à la retraite Trần Thánh Tông, qui était de facto le dirigeant du Đại Việt. En conséquence, Toghon décida d'attaquer le Đại Việt. Dans un premier temps, il remporte plusieurs victoires et s'empare de Thăng Long, la capitale du Đại Việt. Trần Thánh Tông dut lui offrir la princesse An Tư pour ralentir le pas de l'armée mongole. Plus tard, il fut vaincu par Trần Hưng Đạo et s'enfuit vers la province de Huguang.

En 1287, il envahit à nouveau le Vietnam, mais la marine mongole fut submergée par la dynastie Trần dans la rivière Bạch Đằng et il se retira. Cela fit honte à son père qui ne souhaitait plus le revoir. Il s'installe à Yangzhou en 1291, où il meurt 10 ans plus tard.

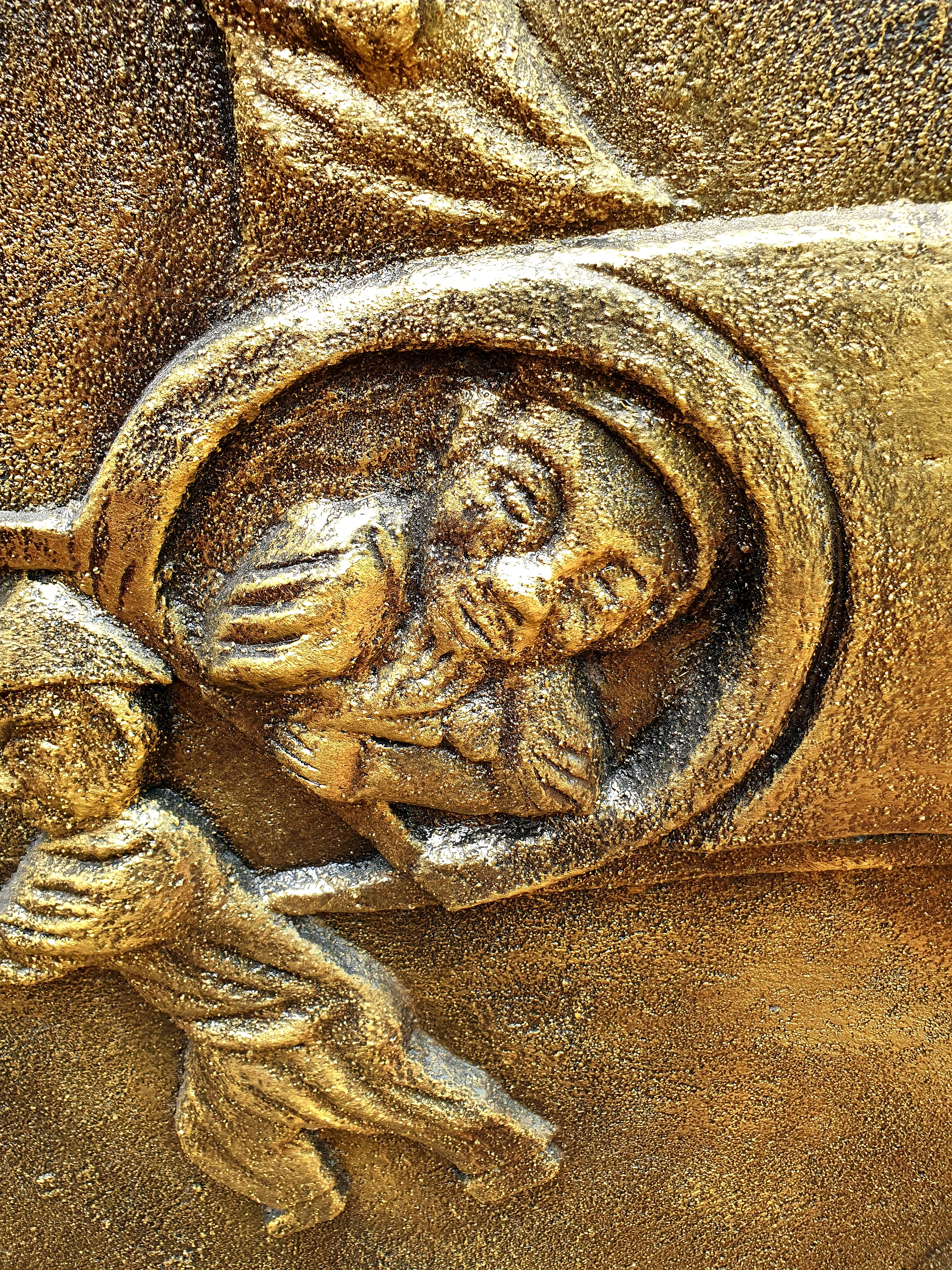
Sculpture de Togoon rampant à travers un tube de cuivre sur un relief du temple Duc Thanh Tran, district 1

## Famille
Fils de Kublai Khan et de l'Impératrice Bayaujin. Le nom de son épouse est inconnue.
- Concubine : An Tư d'Annam

Peut être de sa concubine, il eut six fils;
- Lao Chuong, prince de Zhennan (鎮南王 老章; Луужан) (? - ap.1310), fut nommé roi de Tran Nam. En décembre 1310, on découvrit qu'il avait préparé des vêtements suspects pour ressembler à ceux de l'empereur. Il fut convoqué à la capitale pour y être interrogé et on ne sait pas exactement quand il mourut.
- Thoat Bat Hoa, prince de Zhennan (鎮南王 脫不花, Тобуха) (? - 1322), à la mort de Lao Chuong, fut nommé roi de Tran Nam.
  - Bo La Bat Hoa (孛罗不花; ? – 1356) : Lorsque Thoat Bat Hoa mourut, il était encore jeune, ce n'est donc qu'en 1329 qu'il obtint ce titre.
    - Dai Thanh No (大圣奴; ? –1359), à la mort de Bo La Bat Hoa, fut nommé roi de Tran Nam.
- Könček Bukha, prince de Weishun (威順王 寬徹普化; Хонжибуха) (? - 1365), en 1323, fut couronné roi Uy Than (威顺王).
  - Biệt Thiếp Mộc Nhi.
  - Đáp Thiếp Mộc Nhi.
  - Báo Ân Nô.
  - Tiếp Đãi Nô.
  - Phật Gia Nô.
  - Hòa thượng (和尚), fut plus tard nommé prince de Nghia (义王) par Yuan Huizong et s'enfuit à Mac Bac avec le roi Yuan en 1368 lorsque la dynastie Ming émergea.
- Temür Bukha, prince de Huai (淮王 帖木兒不花; ТÖмÖрбуха) (1286 - 1368), fut nommé roi de Tran Nam après la mort de Thoat Bat Hoa. En 1329, il rendit ce titre à Bo Luo Buhua, le changeant en Prince Huai (淮王).
- Mangi, prince de Wenji (文濟王 蠻子; Манзи)
- Budaširi, prince de Xuande (宣德王 不答失里; Будшир)